# Cecil Sandford
Cecyl Charles Sandford (Blockley, 21 febbraio 1928 – 28 novembre 2023) è stato un pilota motociclistico britannico vincitore di due titoli nel motomondiale.

## Biografia
Le sue prime gare di una certa importanza furono nel 1948 con la presenza ad alcune gare del Tourist Trophy e nel 1949 al Manx Grand Prix; sono invece dell'edizione 1950 le sue prime presenze nelle classifiche del motomondiale avvenute nella classe 350 e in sella ad una AJS.
Già nel motomondiale 1952 mise in mostra le sue qualità conquistando il primo titolo iridato nella classe 125, seguito dalle sue prime tre vittorie nei singoli gran premi, a partire da quella nel Tourist Trophy.
La sua carriera fu legata in particolare a due case motociclistiche italiane, la MV Agusta e la Mondial: per la prima conquistò il primo di 37 titoli iridati e con la seconda concluse la sua carriera, ritirandosi dalle gare mondiali al termine della stagione 1957, subito dopo aver vinto il suo secondo titolo, questa volta nella classe 250, quando la Mondial firmò il Patto di astensione con gli altri fabbricanti italiani.

## Risultati nel motomondiale

### Classe 125
| 1952 | Classe | Moto      |    |   |   |    |   |   |     |   |  | Punti | Pos. |
| ---- | ------ | --------- | -- | - | - | -- | - | - | --- | - |  | ----- | ---- |
| 1952 | 125    | MV Agusta | NE | 1 | 1 | NE | 3 | 1 | Rit | 3 |  | 28    | 1º   |

| 1953 | Classe | Moto      |   |   |    |     |    |   |    |   |   | Punti | Pos. |
| ---- | ------ | --------- | - | - | -- | --- | -- | - | -- | - | - | ----- | ---- |
| 1953 | 125    | MV Agusta | 3 | 3 | NE | Rit | NE | 2 | NE | - | 2 | 20    | 2º   |

| 1954 | Classe | Moto      |    |   |   |    |   |   |    |     |   | Punti | Pos. |
| ---- | ------ | --------- | -- | - | - | -- | - | - | -- | --- | - | ----- | ---- |
| 1954 | 125    | MV Agusta | NE | 3 | 5 | NE | - | 5 | NE | Rit | - | 8     | 8º   |

| 1956 | Classe | Moto       |     |   |     |   |   |     |  |  |  | Punti | Pos. |
| ---- | ------ | ---------- | --- | - | --- | - | - | --- |  |  |  | ----- | ---- |
| 1956 | 125    | FB Mondial | Rit | 4 | Rit | 6 | - | Rit |  |  |  | 4     | 13º  |

| 1957 | Classe | Moto       |   |   |   |   |   |     |  |  |  | Punti | Pos. |
| ---- | ------ | ---------- | - | - | - | - | - | --- |  |  |  | ----- | ---- |
| 1957 | 125    | FB Mondial | - | 5 | 4 | 3 | - | Rit |  |  |  | 9     | 6º   |

| Legenda | 1º posto        | 2º posto            | 3º posto            | A punti      | Senza punti        | Grassetto – Pole position Corsivo – Giro più veloce |
| Legenda | Gara non valida | Non qual./Non part. | Ritirato/Non class. | Squalificato | '-' Dato non disp. | Grassetto – Pole position Corsivo – Giro più veloce |

### Classe 250
| 1951 | Classe | Moto      |    |   |   |    |    |   |   |   |  | Punti | Pos. |
| ---- | ------ | --------- | -- | - | - | -- | -- | - | - | - |  | ----- | ---- |
| 1951 | 250    | Velocette | NE | 5 | - | NE | NE | - | - | - |  | 2     | 12º  |

| 1955 | Classe | Moto       |    |    |   |   |    |   |   |   |  | Punti | Pos. |
| ---- | ------ | ---------- | -- | -- | - | - | -- | - | - | - |  | ----- | ---- |
| 1955 | 250    | Moto Guzzi | NE | NE | 2 | 3 | NE | 5 | 5 | - |  | 14    | 2º   |

| 1956 | Classe | Moto |  |  |  |  |  |     |  |  |  | Punti | Pos. |
| ---- | ------ | ---- |  |  |  |  |  | --- |  |  |  | ----- | ---- |
| 1956 | 250    | n.d. |  |  |  |  |  | Rit |  |  |  | 0     |      |

| 1957 | Classe | Moto       |   |   |   |   |   |   |  |  |  | Punti | Pos. |
| ---- | ------ | ---------- | - | - | - | - | - | - |  |  |  | ----- | ---- |
| 1957 | 250    | FB Mondial | 3 | 1 | 2 | 3 | 1 | 4 |  |  |  | 26    | 1º   |

| Legenda | 1º posto        | 2º posto            | 3º posto            | A punti      | Senza punti        | Grassetto – Pole position Corsivo – Giro più veloce |
| Legenda | Gara non valida | Non qual./Non part. | Ritirato/Non class. | Squalificato | '-' Dato non disp. | Grassetto – Pole position Corsivo – Giro più veloce |

### Classe 350
| 1950 | Classe | Moto |   |   |   |   |   |   |  |  |  | Punti | Pos. |
| ---- | ------ | ---- | - | - | - | - | - | - |  |  |  | ----- | ---- |
| 1950 | 350    | AJS  | - | - | - | - | 5 | 6 |  |  |  | 3     | 12º  |

| 1951 | Classe | Moto      |   |   |   |   |   |   |   |   |  | Punti | Pos. |
| ---- | ------ | --------- | - | - | - | - | - | - | - | - |  | ----- | ---- |
| 1951 | 350    | Velocette | - | 2 | - | 4 | - | - | - | - |  | 9     | 9º   |

| 1955 | Classe | Moto       |    |   |   |   |   |   |   |   |  | Punti | Pos. |
| ---- | ------ | ---------- | -- | - | - | - | - | - | - | - |  | ----- | ---- |
| 1955 | 350    | Moto Guzzi | NE | - | 3 | 4 | 4 | - | 4 | - |  | 13    | 5º   |

| 1956 | Classe | Moto |   |   |   |   |     |   |  |  |  | Punti | Pos. |
| ---- | ------ | ---- | - | - | - | - | --- | - |  |  |  | ----- | ---- |
| 1956 | 350    | DKW  | 4 | 4 | 3 | 4 | Rit | 5 |  |  |  | 13    | 5º   |

| Legenda | 1º posto        | 2º posto            | 3º posto            | A punti      | Senza punti        | Grassetto – Pole position Corsivo – Giro più veloce |
| Legenda | Gara non valida | Non qual./Non part. | Ritirato/Non class. | Squalificato | '-' Dato non disp. | Grassetto – Pole position Corsivo – Giro più veloce |

### Classe 500
| 1950 | Classe | Moto      |     |  |  |  |  |  |  |  |  | Punti | Pos. |
| ---- | ------ | --------- | --- |  |  |  |  |  |  |  |  | ----- | ---- |
| 1950 | 500    | Velocette | Rit |  |  |  |  |  |  |  |  | 0     |      |

| 1952 | Classe | Moto |  |     |  |  |  |  |  |  |  | Punti | Pos. |
| ---- | ------ | ---- |  | --- |  |  |  |  |  |  |  | ----- | ---- |
| 1952 | 500    | BSA  |  | Rit |  |  |  |  |  |  |  | 0     |      |

| 1953 | Classe | Moto      |  |  |  |    |  |  |  |   |     | Punti | Pos. |
| ---- | ------ | --------- |  |  |  | -- |  |  |  | - | --- | ----- | ---- |
| 1953 | 500    | MV Agusta |  |  |  | NE |  |  |  | 5 | Rit | 2     | 15º  |

| Legenda | 1º posto        | 2º posto            | 3º posto            | A punti      | Senza punti        | Grassetto – Pole position Corsivo – Giro più veloce |
| Legenda | Gara non valida | Non qual./Non part. | Ritirato/Non class. | Squalificato | '-' Dato non disp. | Grassetto – Pole position Corsivo – Giro più veloce |